# فرودگاه رودخانه سندی
فرودگاه رودخانه سندی (به انگلیسی: Sandy River Airport) یک فرودگاه همگانی است که یک باند فرود چمن دارد و طول باند آن ۶۴۵ متر است. این فرودگاه در شهر سندی، اورگن کشور ایالات متحده آمریکا قرار دارد و در ارتفاع ۲۱۴ متری از سطح دریا واقع شده‌است.